# Jeeves Information Systems
Jeeves Information Systems is een wereldwijd opererend bedrijf dat zich specialiseert in bedrijfssoftware beter bekend als ERP software. Het bedrijf levert zijn ERP oplossingen aan zowel kleine en middelgrote bedrijven als internationale ondernemingen.

## Bedrijf
Jeeves Information Systems AB is de producent van de Jeeves ERP-software en is oorspronkelijk een Zweeds bedrijf dat is opgericht in 1992 door Assar Bolin.
Van 1999 tot 2012 was Jeeves beursgenoteerd aan de Stockholmsbörsen. In 2012 werd Jeeves overgenomen door het Amerikaanse Battery Venture. In 2015 is de Forterro groep opgericht als moedermaatschappij van Jeeves Information Systems AB. Het Zwitserse Partners Group heeft in maart 2022 een meerderheidsbelang genomen in de Forterro group, en daarmee dus ook in Jeeves Information Systems.
In 2024 is de bedrijfsnaam Jeeves Information Systems AB veranderd in Forterro Sweden AB.

### Vestigingen
Forterro Jeeves heeft meerdere vestigingen. De hoofdvestiging  bevindt zich in Stockholm en er zijn daarnaast competence centres in Zweden. Daarnaast zijn er partners voor lokale ondersteuning en implementatie in o.a. Noorwegen, Duitsland, Frankrijk, Nederland en de Verenigde Staten.  Sinds 2014 heeft Jeeves een eigen ontwikkelcentrum in India en heeft de vestiging Stockholm de R&D afdeling en Quality Control.
In Nederland is JIS Nederland B.V. de partner die zorgt voor de ondersteuning en implementatie van de software.

## Producten
De belangrijkste producten van Forterro Sweden zijn Jeeves ERP en Garp.

### Jeeves ERP
Jeeves ERP is geschikt voor middelgrote en grote bedrijven met 25 tot 1.000 ERP-gebruikers. De software is standaard, maar door de flexibiliteit is de software eenvoudig aanpasbaar aan de bedrijfsprocessen. Klant-specifieke aanpassingen blijven bewaard bij een upgrade en Jeeves kan door de eigen IT afdeling worden beheerd, waardoor de TCO (Total Cost of Ownership) een van de laagste van de hedendaagse ERP pakketten is.

### Garp
Garp is ERP software voor bedrijven van 5 tot 40 gebruikers en wordt via een partnernetwerk in Zweden verkocht.

### ERP-pakket
Met een ERP-pakket kunnen vele bedrijfsfuncties worden geautomatiseerd. Jeeves is een standaard ERP-pakket en is modulair opgebouwd.

## Markten
De producten van Jeeves worden verkocht aan grote bedrijven en kleine tot middelgrote bedrijven in het MKB. Jeeves richt zich in Nederland op de marktsegmenten complexe (groot)handel, discrete productie en projectgestuurde bedrijven. Wereldwijd wordt in meer dan 40 landen Jeeves ERP software gebruikt en zijn er meer dan 4.200 implementaties.